# 84 Charing Cross Road
84 Charing Cross Road é o título de um livro de 1970 de Helene Hanff, posteriormente transformado em peça teatral e filme, que conta a história romanceada da escritora americana que, tendo dificuldades para encontrar obras raras em seu país, passa a corresponder-se ao longo de vinte anos com um livreiro londrino, chamado Frank Doel da firma Marks & Co. (co-proprietário de uma espécie de sebo, situada no endereço que dá título à obra).
A correspondência de Hanff com Doel começa em 1949, depois que ela tinha visto um anúncio publicado no suplemento literário de um jornal novaiorquino. A Doel coube atender-lhe aos pedidos. Com o tempo a amizade postal foi crescendo, não apenas com Doel, mas também com seus sócios e passou a envolver a troca de presentes no natal, nos aniversários, o envio de alguns alimentos para compensar a escassez pela qual passava a Inglaterra de pós-guerra. O teor das cartas variava bastante, desde a discussão sobre os sermões de John Donne, receitas de pudim, beisebol até a coroação da Rainha Elizabeth II.
Hanff protelou a visita aos seus amigos britânicos por muitos anos. Doel morreu em dezembro de 1968, e a livraria foi fechada. Visitou o lugar no verão de 1971, quando a loja já tinha fechado. Registou esta viagem no seu livro de 1973, The Duchess of Bloomsbury Street. 
Uma placa de metal circular hoje ostenta o prédio em que funcionou a livraria, como marco do local onde a história ocorreu.

## Adaptações
A obra foi adaptada para três mídias: televisão, teatro e cinema

### Televisão
84 Charing Cross Road foi adaptada por Hugh Whitemore para um especial da BBC, como parte de um seriado chamado Play for Today. Foi estrelado por Frank Finlay e Anne Jackson, e foi ao ar em 4 de novembro de 1975.

### Teatro
Em 1981, James Roose-Evans fez a adaptação do romance para o teatro, numa versão em dois atos produzida no Salisbury Playhouse. Com Rosemary Leach e David Swift nos papéis principais, transferiu-se para West End. Depois de quinze pré-estréias, estreou finalmente na Broadway no dia 7 de dezembro de 1982, no Teatro Holandês (Nederlander Theatre), tendo nos papéis principais Ellen Burstyn e Joseph Maher. Talvez devido a uma crítica medíocre de Frank Rich, no New York Times, a peça teve apenas 96 apresentações.

### Cinema
Hugh Whitemore persistiu no propósito de transformar o enredo para o cinema e, em 1987, fez finalmente a adaptação para um filme britânico em 1987, que foi dirigido por David Hugh Jones e contou com estrelas como Anne Bancroft e Anthony Hopkins nos papéis principais. As personagens foram acrescidas para os amigos de Manhattan de Hanff, os funcionários da livraria e a esposa de Doel, vivida por Judi Dench. 
Sua estréia foi em 13 de fevereiro de 1987.

### Tradução
Foi traduzido em Portugal e editado, no ano de 2011, pela Lema d'Origem Editora.